# Сверщів (Ленчинський повіт)
Сверщів (або Свірщів, Сьверщув, пол. Świerszczów) — село в Польщі, у гміні Циців Ленчинського повіту Люблінського воєводства. Населення — 324 особи (2011).

## Історія

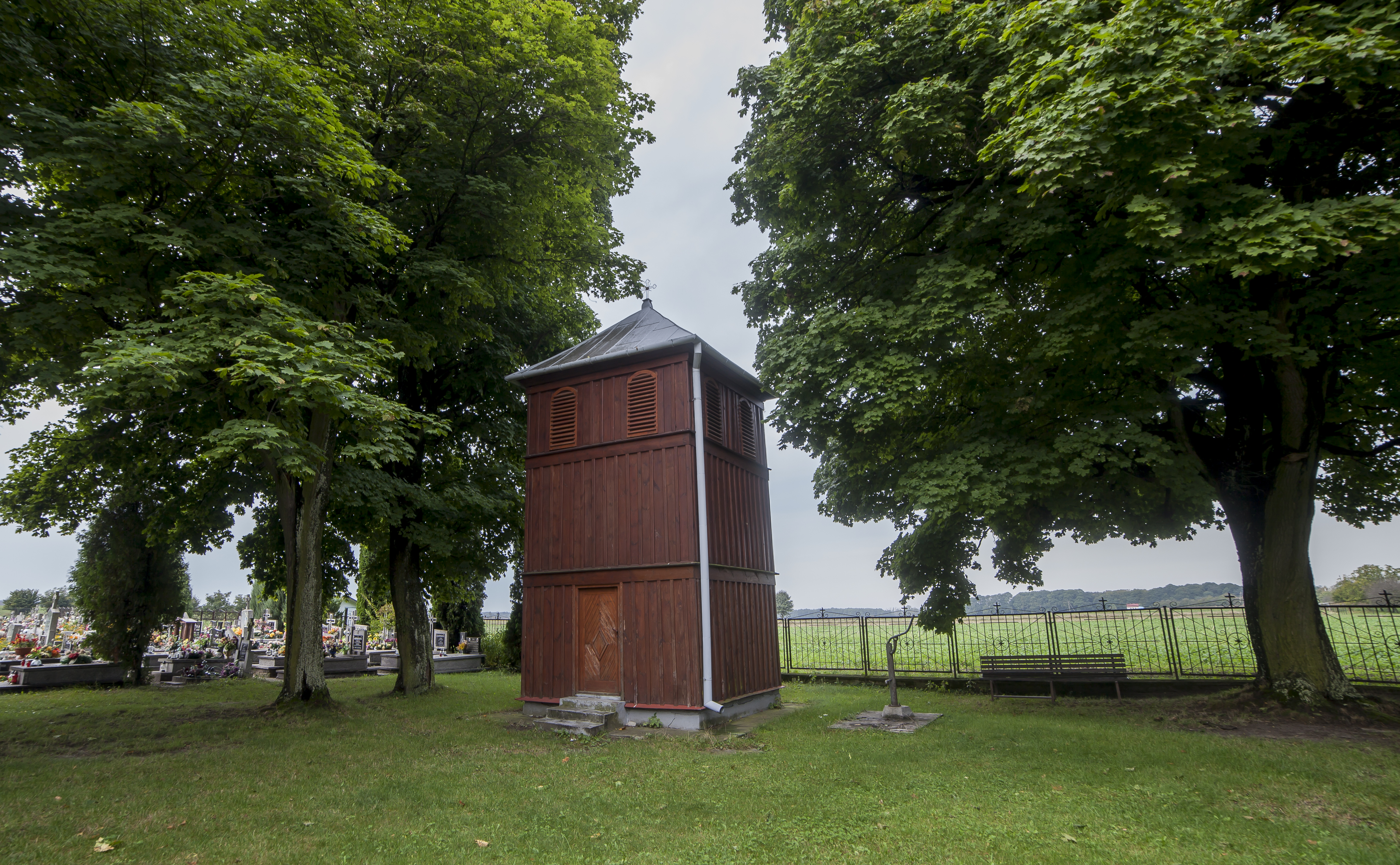
Дзвінниця при церкві

1564 року вперше згадується православна церква в селі.
1795 року в селі зведено церкву святого Василя.
За даними етнографічної експедиції 1869—1870 років під керівництвом Павла Чубинського, у селі здебільшого проживали українськомовні греко-католики, меншою мірою — польськомовні римо-католики. 1872 року місцева греко-католицька парафія налічувала 527 вірян.
1875 року церкву переведено на православ'я та перебудовано. 1919 року православну церкву переведено на римо-католицтво.
У 1975—1998 роках село належало до Холмського воєводства.

## Населення
Демографічна структура станом на 31 березня 2011 року:
|          | Загалом | Допрацездатний вік | Працездатний вік | Постпрацездатний вік |
| -------- | ------- | ------------------ | ---------------- | -------------------- |
| Чоловіки | 155     | 23                 | 109              | 23                   |
| Жінки    | 169     | 34                 | 86               | 49                   |
| Разом    | 324     | 57                 | 195              | 72                   |

## Особистості

### Пов'язані
- Кушніренко Сергій Степанович (1913—1984) — український поет, під час Другої світової війни працював у Сверщеві шкільним учителем[6].